# Troy House
A Troy House egy „hercegi” méretű udvarház a walesi Monmouthshire-ben, Mitchel Troy falutól északkeletre, Monmouth városától nem messze. A ház eredetileg a névadó Lady Troy, Blanche Herbert tulajdona volt, aki a közeli Raglan várban székelő Herbert család sarja volt és aki mint Worcester márkinéja, majd Beaufort hercegnéje, jelentős területeket birtokolt délnyugat Walesben. A mai, Trothy folyóra néző ház 1681 és 1684 között épült fel és Henry Somerset, Beaufort 1. hercegének nászajándéka volt fia, Charles Somerset, Worcester márkija számára. A Troy House II*. kategóriás brit műemléknek számít (British Listed Building).

## Leírása
A ház rendkívül tágas, John Newman helyi hely- és művészettörténész szerint „az épület oldalirányban hármas, hosszanti irányban pedig hármas tagolású”, stílusa megelőzi építésének korát, egy „kontyolt tető által fedett, ablakokkal tarkított tömb.” Egyes 19. századi művészettörténészek tévesen Inigo Jones neves brit építész munkájának tartják.. Az épületben három értékes Jakab-korabeli díszített mennyezet látható.

## Története
Apja halála után, 1667-ben Henry Somerset, Beaufort 1. hercege megszerezte a Worcester márkija nemesi címet is. Henry II. Károly angol király elkötelezett híve volt. Sikerült visszaállítania családjának vagyonát és számos új rezidenciát épített, hogy pótolja a részlegesen lerombolt ősi családi fészket, a Raglan várat. 1673-ban megépíttette a monmouthi vár területén álló Great Castle House-t, majd Gloucestershire-ben a Badminton House-t. A Troy House-t fia esküvőjének alkalmából építtette meg.
1682-ben Charles Somerset, Henry fia, házasságot kötött Rebecca Childdal és felvette a Worcester márkija címet. 1682 és 1699 között kibővíttette a Troy House-t és homlokzatát neoklasszicista stílusban építtette át. Az udvarház a Somerset család birtokában maradt egészen Henry Somerset, Beaufort 8. hercege 1899-ben bekövetkezett haláláig. Ekkor a család a gloucestershire-i Badminton House-t választotta rezidenciául, a herceg örökösei pedig árverésre bocsátották a 6,8 km² kiterjedésű Troy birtokot több más walesi birtokukkal együtt.
A házban őrizték V. Henrik híres bölcsőjét és páncélját, amelyet a hagyományok szerint az azincourt-i csatában viselt. Erről a monmouthi William Watkins Old, a Royal Historical Society tagja tett említést 1876-ban.
1904-ben Troy House-t a Jó Pásztor Nővérek kongregációja vásárolta meg és alakíttatta át egyházi iskolává. A katolikus nővérek egy kápolnát is építtettek a birtokon valamint egy szálló és különböző kisegítő épületeket. 1935-ben az intézményt állami iskolává alakították át. Az épület állaga lassacskán leromlott, az iskola pedig az 1980-as években kiköltözöttt. Ekkor az Egyesítő Egyház kereste fel a városi tanácsot és ajánlatot tett az elhagyott ingatlan megvásárlására, de mivel a közhangulat ellenségesen viszonyult a mozgalomhoz, az üzlet nem valósult meg.
2009-ben egy London központú ingatlanfejlesztő terveket készített a Troy House átalakítására lakóépületté. A tervek szerint két új szárnnyal bővült volna az épület, így sokkal több lakrészt tudtak volna kialakítani benne. A terv megosztotta az udvarház megőrzését szorgalmazókat: a „SAVE Britain's Heritage” mozgalom támogatta a fejlesztő terveit, míg mások, így az úgynevezett „Georgian Group” ellenezte azt. Az épület jelenleg is üresen áll.
1857-ben a Coleford, Monmouth, Usk and Pontypool Railway vasúttársaság egy állomást épített a Troy House-tól északra. Ennek eredetileg Monmouth Troy House volt a neve, később Monmouth Troy-já változtatták. A személyforgalmat 1959-ben állították le, az állomást 1964-ben zárták be véglegesen. 1985-ben az állomás téglaépületét gondosan szétbontották és 1987-1999 között a Winchcombe-i állomás területén építették fel újra.

## Fordítás
- Ez a szócikk részben vagy egészben  a   Troy House című angol Wikipédia-szócikk ezen változatának fordításán alapul.  Az eredeti cikk szerkesztőit annak laptörténete sorolja fel. Ez a jelzés csupán a megfogalmazás eredetét és a szerzői jogokat jelzi, nem szolgál a cikkben szereplő információk forrásmegjelöléseként.